# مارکو کونیکو
مارکو کونیکو (انگلیسی: Marco Cunico؛ زادهٔ ۵ مارس ۱۹۷۸) بازیکن فوتبال اهل ایتالیا است.
از باشگاه‌هایی که در آن بازی کرده‌است می‌توان به باشگاه فوتبال کارپی، باشگاه فوتبال ویچنزا، باشگاه فوتبال پادوا، باشگاه فوتبال نووارا، و باشگاه فوتبال اسپال اشاره کرد.